# Ильбекова, Александра Ивановна
Ильбекова Александра Ивановна (18 июня 1944, Самарканд, Узбекская ССР — 31 августа 2012, Чебоксары, Чувашская Республика, Россия) — художница декоративно-прикладного искусства, специалистка по ткачеству.
Заслуженный художник Чувашской Республики (1995), член Союза художников СССР (1985).

## Жизнь и творчество
Училась в Чебоксарском художественном училище, в 1975 окончила художественный факультет Московского технологического института бытового обслуживания РСФСР. В 1975—1987 работала художницей по ткачеству и главной художницей Чувашского производственного объединения художественных промыслов «Паха тĕрĕ» («Чудесная вышивка»). На этом предприятии по её эскизам создавались многочисленные изделия в национальном стиле: тканые ковры, паласы, покрывала, шторы, дорожки, салфетки.
А. И. Ильбекова являлась талантливой художницей декоративно-прикладного искусства, её произведения экспонировались на Всесоюзных, Всероссийских, региональных, республиканских и зарубежных художественных выставках.
Одно из лучших произведений — занавес для Чувашского государственного театра оперы и балета (1985).
Персональные выставки А. И. Ильбековой проходили в Чувашском государственном художественном музее, Чувашском национальном музее («Чудо рукотворное», июнь-июль 2009).
А. И. Ильбекова была снохой известного чувашского писателя Н. Ф. Ильбекова.